# Bird Box Barcelona
Bird Box Barcelona es una película española de ciencia ficción apocalíptica, suspenso y terror original de Netflix del año 2023. Se trata de un spin-off y una secuela de la película Bird Box (2018), dirigida en esta ocasión por los hermanos Álex y David Pastor y con Mario Casas en el papel protagónico.

## Argumento
Bird Box Barcelona se desarrolla en el mismo universo postapocalíptico que la película de 2018, Bird Box. Sin embargo se centra en un nuevo grupo de personajes y sus luchas por sobrevivir en un futuro distópico.
Después de un suceso misterioso y devastador, una fuerza inexplicable se apodera de las calles de Barcelona y obliga a aquellos que la miran a quitarse la vida
Sebastian (Mario Casas) y su pequeña hija Anna (Alejandra Howard) tendrán que luchar por su supervivencia sabiendo que la única manera de salir con vida es vivir a ciegas. Sin embargo, las cosas se complicarán cuando formen una alianza con otros sobrevivientes y se abran camino hacia un refugio aparentemente seguro.
A medida que Sebastian y Anna navegan por la ciudad abandonada, encuentran a otros sobrevivientes y forman alianzas incómodas para aumentar sus posibilidades de supervivencia. Entre su nuevo grupo se encuentra Claire (Georgina Campbell), una antigua psiquiatra inglesa. El enfoque principal de Claire es proteger a Sofía (Naila Schuberth), una huérfana alemana de 8 años, quien fue separada de su madre durante el caos que se desató cuando aparecieron las criaturas.
A medida que los personajes intentan escapar de la ciudad, descubren una amenaza inesperada y aún más siniestra que emerge. La película explora los desafíos únicos a los que se enfrentan los sobrevivientes en Barcelona y el impacto global del evento apocalíptico, mostrando cómo diferentes países y culturas responden a la aparición repentina de estas misteriosas criaturas.

## Reparto
- Mario Casas como Sebastian
- Georgina Campbell como Claire
- Alejandra Howard como Anna
- Naila Schuberth como Sofía
- Diego Calva como Octavio
- Patrick Criado como Rafa
- Lola Dueñas como Isabel
- Gonzalo de Castro como Roberto
- Michelle Jenner como Liliana
- Leonardo Sbaraglia como Padre Esteban
- Celia Freijeiro como Laura

## Producción
En marzo de 2021 Netflix informó de que estaba en desarrollo un spin-off español de la película estadounidense Bird Box (2018), que a su vez está basada en la novela de Josh Malerman de título homónimo publicada en 2014, con Nostromo Pictures produciendo el proyecto. La película está escrita y dirigida por Álex Pastor y David Pastor, con Dylan Clark, Núria Valls, Adrián Guerra, Chris Morgan, Ryan Lewis y Josh Malerman como productores y Brian Williams y Ainsley Davies como productores ejecutivos.
En octubre de 2021, se anunció de que el papel protagónico recaería en Mario Casas, además del casting que le acompañaría: Georgina Campbell, Diego Calva, Alejandra Howard, Naila Schuberth, Patrick Criado, Celia Freijeiro, Lola Dueñas, Gonzalo de Castro, Michelle Jenner y Leonardo Sbaraglia. La película toma como escenario la ciudad de Barcelona en España, tal y como su título indica.

## Lanzamiento
El filme se lanzó en la plataforma de streaming Netflix el 14 de julio de 2023.